# 永田花菜
永田 花菜（ながた はな、2000年5月19日 - ）は、日本の女子ラグビーユニオン選手。

## プロフィール
- 福岡県福岡市出身[1]。
- ポジションはスクラムハーフ(SH)、スタンドオフ(SO)、ウィング(WTB)。
- 身長 166cm、体重 50kg
- 7人制女子日本代表に選ばれたことがある[2]

## 略歴
5歳からラグビーを始めた。
2019年、福岡高校卒業後、日本体育大学に入る。
2021年、東京五輪の7人制女子日本代表内定選手に選ばれた。
2022年、ラグビーワールドカップセブンズ2022の7人制女子日本代表に選ばれた。